# Lưu Khai
Lưu Khai (chữ Hán: 劉開; ? - 2 tháng 4, năm 131), cũng gọi Hiếu Mục Hoàng (孝穆皇), là một Hoàng tử Đông Hán, con trai thứ sáu của Hán Chương Đế Lưu Đát. Thông qua con trai Lưu Dực, ông trở thành tổ phụ của Hán Hoàn Đế; thông qua con trai Lưu Thực, ông là tổ phụ của Hán Linh Đế.

## Tiểu sử
Lưu Khai không rõ năm sinh, mẹ là Điền Quý nhân (申貴人). Năm Vĩnh Nguyên thứ 2 (90), thụ phong Hà Gian vương (河間王), lấy Lạc Thành, Bột Hải và quận Trác làm 3 quận của Quận quốc. Năm Diên Bình nguyên niên (106), đến đất phong. Trong thời gian ở đất phong, ông có tiếng tuân theo pháp luật, vạn dân kính phục.
Năm Vĩnh Ninh nguyên niên (120), Hoàng thái hậu Đặng Tuy phong con trai của Lưu Khai là Cánh làm Bình Nguyên vương (平原王), làm con thừa tự của Hoài vương Lưu Thắng - con trưởng của Hán Hòa Đế. Một người con trai khác của Khai là Đắc, làm con thừa tự của Lạc Thành vương Lưu Đảng - con trai Hán Minh Đế.
Năm Vĩnh Kiến thứ 6 (131), tháng 2, ngày Canh Ngọ, Lưu Khai qua đời, thụy hiệu Hiếu vương (孝王). Con trai cả của ông là Chính kế vị tước Hà Gian vương.
Năm Dương Gia nguyên niên (132), 13 người con trai còn lại của Lưu Khai bắt đầu đều được tập phong tước Đình hầu. Trong đó, Lễ Ngô hầu Lưu Dực - chính là thân sinh của Hán Hoàn Đế; một người con khác của Lưu Khai là Giải Độc đình hầu Lưu Thục - chính là tổ phụ của Hán Linh Đế. Do đó, Lưu Khai ở năm Bổn Sơ (146), được cháu nội là Hán Hoàn Đế truy tôn thụy hiệu làm Hoàng đế, gọi là Hiếu Mục Hoàng (孝穆皇), phu nhân là Triệu thị cũng trở thành Hiếu Mục Hoàng hậu (孝穆皇后).

## Hậu duệ
1. Lưu Chính [劉政], kế vị tước Hà Gian vương (河間王).
2. Lưu Đắc [劉得], thụ phong An Bình vương (安平王).
3. Lưu Bác [劉博], thụ phong Tham Hộ đình hầu (參戶亭侯), xuất tự thừa tự Nhâm Thành Hiếu vương Lưu Thượng.
4. Lưu Dực [劉翼], thụ phong Bình Nguyên vương (平原王), sau cải phong Lễ Ngô hầu (蠡吾侯), thụy Hiếu Sùng hoàng (孝崇皇).
5. Lưu Thục [劉淑], thụ phong Giải Độc đình hầu (解瀆亭侯), thụy Hiếu Nguyên hoàng (孝元皇).